# 문화청 미디어 예술제
문화청 미디어 예술제(일본어: 文化庁メディア芸術祭, Japan Media Arts Festival)는 문화청 미디어 예술제 실행위원회(문화청, 국립 신 미술관)가 주최하는 예술, 엔터테인먼트 행사이다. 미디어 예술의 창조와 발전을 도모하는 것을 목적으로 1997년도부터 매년 일본에서 실시되고 있다. 아트 부문, 엔터테인먼트 부문, 애니메이션 부문, 만화 부문 4개 부문에 대상과 우수상을 선정, 표창하고 있다. 수상자에게는 각각 트로피, 상금, 문부과학대신상이 증정된다. 행사 초기에는 디지털 아트(인터랙티브), 디지털 아트(비 인터랙티브), 애니메이션, 만화 4개 부문이었지만, 2003년도 (제 7회)에서 현재 4개 부문으로 변경되었다.

## 같이 보기
- 일본 미디어 예술 100선